# Список картин Ореста Адамовича Кипренского
Ниже перечислены картины русского живописца Ореста Адамовича Кипренского.

## Живопись
| Картина | Название                                                                                           | Год создания           | Техника | Размеры (см)  | Галерея                                                                     |
| ------- | -------------------------------------------------------------------------------------------------- | ---------------------- | --- | ------------- | --------------------------------------------------------------------------- |
|         | Юпитер и Меркурий, посещающие в виде странников Филимона и Бавкиду                                 | 1802                   | Холст, масло                                                                                                  | 124,7 × 101,8 | Художественный музей (Рига)                                                 |
|         | Портрет отца художника Адама Карловича Швальбе                                                     | 1804                   | Дерево, масло                                                                                                 | 78,2 × 64,1   | Государственный Русский музей                                               |
|         | Распятие. Этюд                                                                                     | 1804                   | Дерево, масло                                                                                                 | 62 × 50,3     | Государственная Третьяковская галерея                                       |
|         | Дмитрий Донской на Куликовом поле                                                                  | 1805                   | Холст, масло                                                                                                  | 118 × 167     | Государственный Русский музей                                               |
|         | Богоматерь с Младенцем                                                                             | Между 1806 и 1809      | Прессованный картон, масло                                                                                    | 168 × 85      | Государственный Русский музей                                               |
|         | Портрет А. И. Корсакова (Читающий у свечи)                                                         | Около 1808             | Холст, масло                                                                                                  | 84 × 69,5     | Томский областной художественный музей                                      |
|         | Портрет А. Р. Томилова                                                                             | 1808                   | Холст, масло                                                                                                  | 68 × 55,5     | Государственный Русский музей                                               |
|         | Портрет И. В. Кусова                                                                               | 1808                   | Холст, масло                                                                                                  | 90 × 78       | Государственный Русский музей                                               |
|         | Портрет А. А. Челищева                                                                             | 1808 — начало 1809     | Дерево, масло                                                                                                 | 48 × 38       | Государственная Третьяковская галерея                                       |
|         | Портрет А. И. Кусова                                                                               | 1809                   | Дерево, масло                                                                                                 | 73,3 × 62,6   | Государственный Русский музей                                               |
|         | Портрет Е. В. Давыдова                                                                             | 1809                   | Холст, масло                                                                                                  | 162 × 116     | Государственный Русский музей                                               |
|         | Портрет графа Ф. В. Ростопчина                                                                     | 1809                   | Холст, масло                                                                                                  | 76,4 × 61,8   | Государственная Третьяковская галерея                                       |
|         | Портрет графини Е. П. Ростопчиной                                                                  | 1809                   | Холст, масло                                                                                                  | 77 × 61       | Государственная Третьяковская галерея                                       |
|         | Портрет В. А. Перовского (?) в испанском костюме XVII века                                         | Между 1809 и 1811 (?)  | Холст, масло                                                                                                  | 112 × 83      | Государственный Русский музей                                               |
|         | Портрет князя И. А. Гагарина                                                                       | 1811                   | Холст, масло                                                                                                  | 80 × 69       | Государственный Русский музей                                               |
|         | Портрет Н. С. Мосолова                                                                             | 1811                   | Холст, масло                                                                                                  | 94,5 × 76,3   | Государственная Третьяковская галерея                                       |
|         | Портрет принца Г. П. Ольденбургского                                                               | 1811                   | Дерево, масло                                                                                                 | 29,5 × 24,2   | Большой Екатерининский дворец                                               |
|         | Портрет С. Н. Марина                                                                               | 1811-1812              | Холст, масло                                                                                                  | 23,9 × 20,6   | Государственный литературный музей                                          |
|         | Портрет графа В. В. Мусина-Пушкина-Брюса                                                           | 1813                   | Холст, масло                                                                                                  | 74 × 62       | Музей В. А. Тропинина и московских художников его времени                   |
|         | Портрет Великого князя Николая Павловича                                                           | 1814                   | Холст, масло                                                                                                  | 89 × 75       | Павловск (музей-заповедник)                                                 |
|         | Портрет сенатора В. С. Хвостова                                                                    | 1814                   | Холст, масло                                                                                                  | 71 × 58       | Государственная Третьяковская галерея                                       |
|         | Портрет Д. Н. Хвостовой                                                                            | 1814                   | Холст, масло                                                                                                  | 71 × 57,8     | Государственная Третьяковская галерея                                       |
|         | Портрет А. И. Молчановой с дочерью Елизаветой                                                      | 1814                   | Холст, масло                                                                                                  | 70,6 × 57     | Государственная Третьяковская галерея                                       |
|         | Портрет С. С. Уварова                                                                              | 1815-1816              | Холст, масло                                                                                                  | 118 × 90,8    | Государственная Третьяковская галерея                                       |
|         | Портрет А. И. Корсакова                                                                            | Между 1812 и 1816      | Холст, масло                                                                                                  | 64 × 55       | Государственный Русский музей                                               |
|         | Портрет А. Ф. Фурман                                                                               | Между 1812 и 1816      | Холст, масло                                                                                                  | 42,5 × 33,2   | Государственный Русский музей                                               |
|         | Портрет княгини Урусовой                                                                           | Первая половина 1810-х | Холст, масло                                                                                                  | 57 × 48,5     | Государственный Русский музей                                               |
|         | Портрет А. Х. Востокова (?)                                                                        | Не позднее 1816        | Холст, масло                                                                                                  | 76 × 61,5     | Государственная Третьяковская галерея                                       |
|         | Портрет В. А. Жуковского                                                                           | 1816                   | Холст, масло                                                                                                  | 66 × 59       | Государственная Третьяковская галерея                                       |
|         | Портрет Великого князя Николая Павловича                                                           | 1816                   | Холст, масло                                                                                                  | 37 × 30,5     | Павловск (музей-заповедник)                                                 |
|         | Портрет молодого человека в шейном платке (К. И. Альбрехт)                                         | 1816 (?)               | Холст, масло                                                                                                  | 41 × 35,7     | Государственный Русский музей                                               |
|         | Портрет римского художника Грегорио Фиданца                                                        | Конец 1816—1822        | Дерево, масло                                                                                                 | 57 × 46       | Государственный Русский музей                                               |
|         | Молодой садовник                                                                                   | 1817                   | Холст, масло                                                                                                  | 62 × 49,5     | Государственный Русский музей                                               |
|         | Портрет князя Е. Г. Гагарина ребёнком                                                              | 1818                   | Холст, масло                                                                                                  | 56 × 49,5     | Государственный Русский музей                                               |
|         | Девочка в маковом венке, с гвоздикой в руке (Мариучча)                                             | 1819                   | Холст, масло                                                                                                  | 42,5 × 40,9   | Государственная Третьяковская галерея                                       |
|         | Цыганка с веткой мирта в руке                                                                      | 1819                   | Дерево, масло                                                                                                 | 49,7 × 34     | Государственная Третьяковская галерея                                       |
|         | Портрет князя А. М. Голицина                                                                       | Около 1819             | Холст, масло                                                                                                  | 98 × 74,6     | Государственная Третьяковская галерея                                       |
|         | Портрет К. Н. Батюшкова                                                                            | 1810-е                 | Картон, масло                                                                                                 | 11 × 9        | Государственный Русский музей                                               |
|         | Портрет неизвестного                                                                               | Около 1810-е (?)       | Холст, масло                                                                                                  | 56,4 × 45     | Государственная Третьяковская галерея                                       |
|         | Автопортрет                                                                                        | 1820                   | Холст, масло                                                                                                  | 58 × 51,5     | Уффици                                                                      |
|         | Портрет Е. С. Авдулиной                                                                            | 1822 или 1823          | Холст, масло                                                                                                  | 81 × 64,3     | Государственный Русский музей                                               |
|         | Портрет графа Д. Н. Шереметева                                                                     | 1824                   | Холст, масло                                                                                                  | 252 × 204     | Государственный исторический музей                                          |
|         | Портрет А. С. Шишкова в адмиральском мундире                                                       | 1825                   | Холст, масло                                                                                                  | 111,5 × 88,5  | Государственная Третьяковская галерея                                       |
|         | Портрет В. С. Шереметева                                                                           | 1825-1826              | Бумага на серпянке, серпянка на картоне, картон на холсте, все основы обрезаны и сдублированы на холст; масло | 77 × 67,5     | Государственная Третьяковская галерея                                       |
|         | Портрет О. А. Рюминой                                                                              | 1826                   | Холст, масло                                                                                                  | 62,5 × 53,5   | Государственный Русский музей                                               |
|         | Портрет Д. Н. Философова                                                                           | 1826                   | Холст, масло                                                                                                  | 73,2 × 61,7   | Национальная картинная галерея Армении                                      |
|         | Портрет А. Ф. Шишмарева                                                                            | 1827                   | Холст, масло                                                                                                  | 136,5 × 102   | Государственная Третьяковская галерея                                       |
|         | Портрет князя H. П. Трубецкого                                                                     | 1826                   | Холст, масло                                                                                                  | 93,5 × 76,5   | Государственная Третьяковская галерея                                       |
|         | Портрет М. М. Черкасова                                                                            | Около 1827             | Холст, масло                                                                                                  | 63 × 47,8     | Государственная Третьяковская галерея                                       |
|         | Бедная Лиза                                                                                        | 1827                   | Холст, масло                                                                                                  | 45 × 39       | Государственная Третьяковская галерея                                       |
|         | Портрет А. С. Пушкина                                                                              | 1827                   | Холст, масло                                                                                                  | 64,8 × 56,3   | Государственная Третьяковская галерея                                       |
|         | Портрет К. И. Альбрехта                                                                            | 1827                   | Холст, масло                                                                                                  | 196,5 × 138,5 | Государственный Русский музей                                               |
|         | Портрет М. В. Шишмарева                                                                            | 1827                   | Холст, масло                                                                                                  | 209 × 132     | Государственная Третьяковская галерея                                       |
|         | Портрет графа Г. Г. Кушелева                                                                       | 1827                   | Холст, масло                                                                                                  | 124,3 × 96,5  | Государственный Эрмитаж                                                     |
|         | Портрет графа Г. Г. Кушелева                                                                       | 1827                   | Холст, масло                                                                                                  | 126 × 98      | Государственный Русский музей                                               |
|         | Портрет графа Г. Г. Кушелева                                                                       | 1827                   | Холст, масло                                                                                                  | 124 × 94      | Харьковский художественный музей                                            |
|         | Портрет Шишмарева                                                                                  | Не позднее 1828        | Холст, масло                                                                                                  | 56,7 × 46,7   | Государственная Третьяковская галерея                                       |
|         | Портрет А. Р. Томилова                                                                             | Не позднее 1828        | Картон, масло                                                                                                 | 44,5 × 35,2   | Государственный Русский музей                                               |
|         | Портрет Е. А. Телешевой                                                                            | 1828                   | Холст, масло                                                                                                  | 64,2 × 55,5   | Государственная Третьяковская галерея                                       |
|         | Дельфийская Сивилла (Портрет Н. С. Семёновой)                                                      | 1828                   | Холст, масло                                                                                                  | 110 × 90      | Театральный музей им. А. А. Бахрушина                                       |
|         | Автопортрет                                                                                        | 1828                   | Холст, масло                                                                                                  | 49 × 42,7     | Государственная Третьяковская галерея                                       |
|         | Портрет художника П. В. Басина                                                                     | 1829                   | Холст, масло                                                                                                  | 47 × 37,5     | Государственный Русский музей                                               |
|         | Портрет доктора Мазарони                                                                           | 1829                   | Холст, масло                                                                                                  | 47,5 × 37,3   | Государственная Третьяковская галерея                                       |
|         | Неаполитанские мальчики-рыбаки                                                                     | 1829                   | Холст, масло                                                                                                  | 54 × 62       | Королевский дворец в Неаполе                                                |
|         | Портрет неизвестной в неаполитанском костюме                                                       | Конец 1820-х — 1830-е  | Холст, масло                                                                                                  | 64 × 51       | Северо-Осетинский государственный художественный музей имени М. С. Туганова |
|         | Ворожея со свечой                                                                                  | 1830                   | Холст, масло                                                                                                  | 64 × 51       | Государственный Русский музей                                               |
|         | Портрет З. А. Волконской                                                                           | 1830                   | Дерево, масло                                                                                                 | 40,5 × 32     | Государственный Эрмитаж                                                     |
|         | Сивилла Тибуртинская                                                                               | 1830                   | Холст, масло                                                                                                  | 137,4 × 96,8  | Государственная Третьяковская галерея                                       |
|         | Читатели газет в Неаполе                                                                           | 1831                   | Холст, масло                                                                                                  | 64,5 × 78,3   | Государственная Третьяковская галерея                                       |
|         | Мальчик-лаццарони                                                                                  | 1831                   | Холст, масло                                                                                                  | 67 × 67       | Национальный музей «Киевская картинная галерея»                             |
|         | Неаполитанская девочка с плодами                                                                   | 1831                   | Холст, масло                                                                                                  | 68 × 67,8     | Национальный музей изобразительного искусства Республики Молдова            |
|         | Вид Везувия с моря                                                                                 | Между 1829 и 1833      | Холст, масло                                                                                                  | 50,5 × 63,3   | Петергоф (музей-заповедник)                                                 |
|         | Портрет неизвестного с Константиновским орденом Святого Георгия                                    | Начало 1830-х          | Холст, масло                                                                                                  | 62 × 54       | Донецкий областной художественный музей                                     |
|         | Портрет князя М. А. Голицина                                                                       | 1833                   | Холст, масло                                                                                                  | 136 × 94      | Частное собрание                                                            |
|         | Портрет князя Ф. А. Голицина                                                                       | 1833                   | Холст, масло                                                                                                  | 83,5 × 68     | Саратовский художественный музей имени А. Н. Радищева                       |
|         | Портрет скульптора Б. Торвальдсена                                                                 | 1833                   | Холст, масло                                                                                                  | 79, 5 × 65    | Государственный Русский музей                                               |
|         | Портрет графини М. А. Потоцкой, сестры её графини С. А. Шуваловой с мандолиной в руках и эфиопянки | Между 1834 и 1836      | Холст, масло                                                                                                  | 154,7 × 203   | Национальный музей «Киевская картинная галерея»                             |

## Графика
| Картина | Название                                    | Год создания | Техника                                               | Размеры (см) | Галерея                                            |
| ------- | ------------------------------------------- | ------------ | ----------------------------------------------------- | ------------ | -------------------------------------------------- |
|         | Портрет В. Д. Давыдова                      | 1809         | Бумага, ит. карандаш, мел                             | 60 х 48,5    | Государственная Третьяковская галерея              |
|         | Мать с ребёнком (Прейс?)                    | 1809         | Бумага, ит. карандаш, мел                             | 57,5 х 49    | Государственная Третьяковская галерея              |
|         | Портрет мальчика                            | 1812         | Бумага, ит. карандаш, пастель                         | 42 х 31,5    | Государственная Третьяковская галерея              |
|         | Калмычка Баяуста                            | 1813         | Бумага, ит. карандаш, пастель, белила                 | 23,8 х 19,7  | Государственная Третьяковская галерея              |
|         | Портрет А. П. Бакунина                      | 1813         | Бумага, ит. карандаш, пастель                         | 29 х 24      | Государственная Третьяковская галерея              |
|         | Портрет В. А. Томиловой                     | 1813         | Бумага, ит. карандаш, сангина, пастель                | 22,2 х 17,5  | Государственная Третьяковская галерея              |
|         | Портрет госпожи Вилло                       | 1813         | Бумага, ит. карандаш, пастель                         | 24,5 х 19,5  | Государственная Третьяковская галерея              |
|         | Портрет П. А. Оленина                       | 1813         | Бумага на картоне, ит. карандаш, пастель              | 51 х 38,8    | Государственная Третьяковская галерея              |
|         | Портрет Н. В. Кочубей                       | 1813         | Бумага, ит. карандаш, акварель                        | 31 x 22      | Музей-квартира А. С. Пушкина (наб. реки Мойки, 12) |
|         | Портрет Н. М. Муравьева                     | 1815         | Бумага, ит. карандаш                                  | 24,5 x 19,6  | Государственный исторический музей                 |
|         | Портрет М. А. Кикиной                       | 1816         | Бумага, ит. карандаш, сангина, тушь                   | 22,2 х 17,6  | Государственный Русский музей                      |
|         | Портрет С. С. Щербатовой                    | 1819         | Бумага, ит. карандаш, сангина                         | 36,3 x 27,6  | Государственная Третьяковская галерея              |
|         | Портрет Е. Е. Комаровского                  | 1823         | Бумага, ит. карандаш, сангина, цв. карандаш, акварель | 27,8 х 22,5  | Государственная Третьяковская галерея              |
|         | Портрет Софии Ростопчиной, графини де Сегюр | 1823         | ?                                                     | ?            | Musée Carnavalet, Париж                            |
|         | Портрет С. П. Бутурлина                     | 1824         | Бумага, ит. карандаш, сангина                         | 31,7 х 26,7  | Государственная Третьяковская галерея              |
|         | Портрет А. А. Олениной                      | 1828         | Бумага, ит. карандаш                                  | 22,5 х 17,8  | Государственная Третьяковская галерея              |
|         | Портрет В. П. (?) Орлова-Давыдова           | 1828         | Бумага, ит. карандаш                                  | 21,7 х 17,3  | Государственная Третьяковская галерея              |